# Sheikh Mohammed Sultan
Sheikh Mohammed Sultan (beng.: শেখ মোহাম্মাদ সুলতান, ur. 10 sierpnia 1923 w Masimdia w Bengalu Wschodnim, zm. 10 października 1994) – banglijski malarz znany jako SM Sultan.

## Życiorys
Sheikh Mohammed Sultan przyszedł na świat 10 sierpnia 1923 roku. Edukację rozpoczął w Victoria Collegiate School w Narail. Po pięciu latach nauki dołączył do swego ojca, który pracował jako murarz. Mimo trudnej sytuacji materialnej udało mu się wyjechać do Kalkuty w roku 1938. Na miejscu korzystał m.in. z pomocy Hasana Shaheeda Suhrawardy, jednak nigdy nie udało mu się ukończyć edukacji. Po trzech latach szkoły rozpoczął podróżowanie po Indiach. W tym czasie rysował portrety napotykanych żołnierzy. Jego pierwsza wystawa odbyła się w Shimla. Po pobycie w Kaszmirze powrócił do Narail. Tam rozpoczął pracę jako nauczyciel przedmiotów artystycznych w lokalnej szkole. Nawiązał też kontakty z takimi artystami jak Abdur Rahman Chughtai oraz Shaker Ali. W roku 1950 Sheikh Mohammed Sultan wyjechał do Stanów Zjednoczonych. Swoje prace wystawiał w Nowym Jorku, Waszyngtonie, Chicago i Bostonie, a następnie w Londynie. W roku 1953 powrócił do Narail, gdzie przyczynił się do wybudowania nowej szkoły. W 1976 odbyła się jego pierwsza wystawa w stolicy kraju - Dhaka. Do końca życia pozostał w Narail, wyjeżdżając z niego jedynie sporadycznie. Zmarł 10 października 1994 roku.

## Wyróżnienia
- Ekushey Padak - 1982
- Independence Award - 1993